# Pfarrkirche Michelhausen

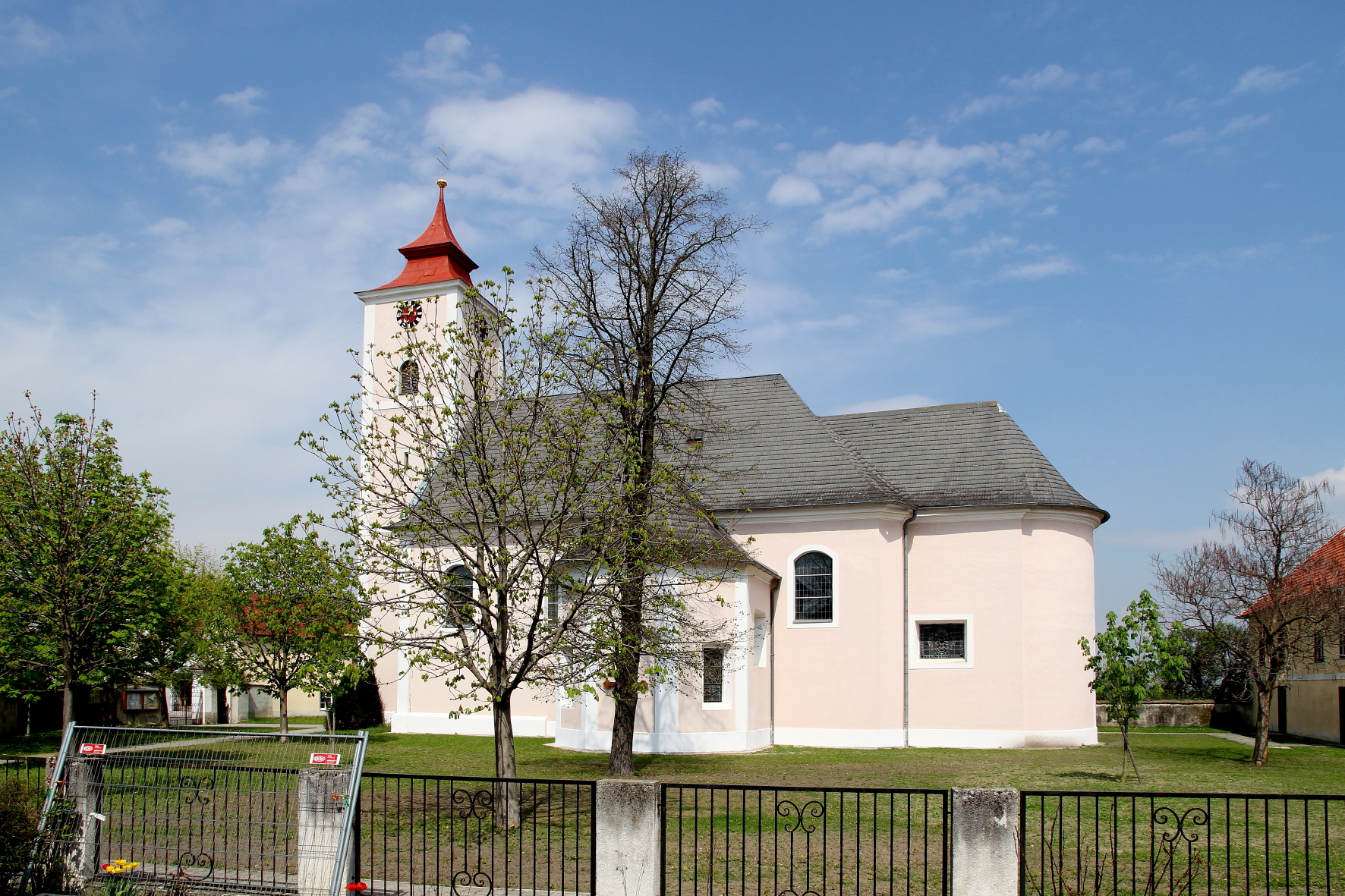
Katholische Pfarrkirche Hll. Petrus und Paulus in Michelhausen

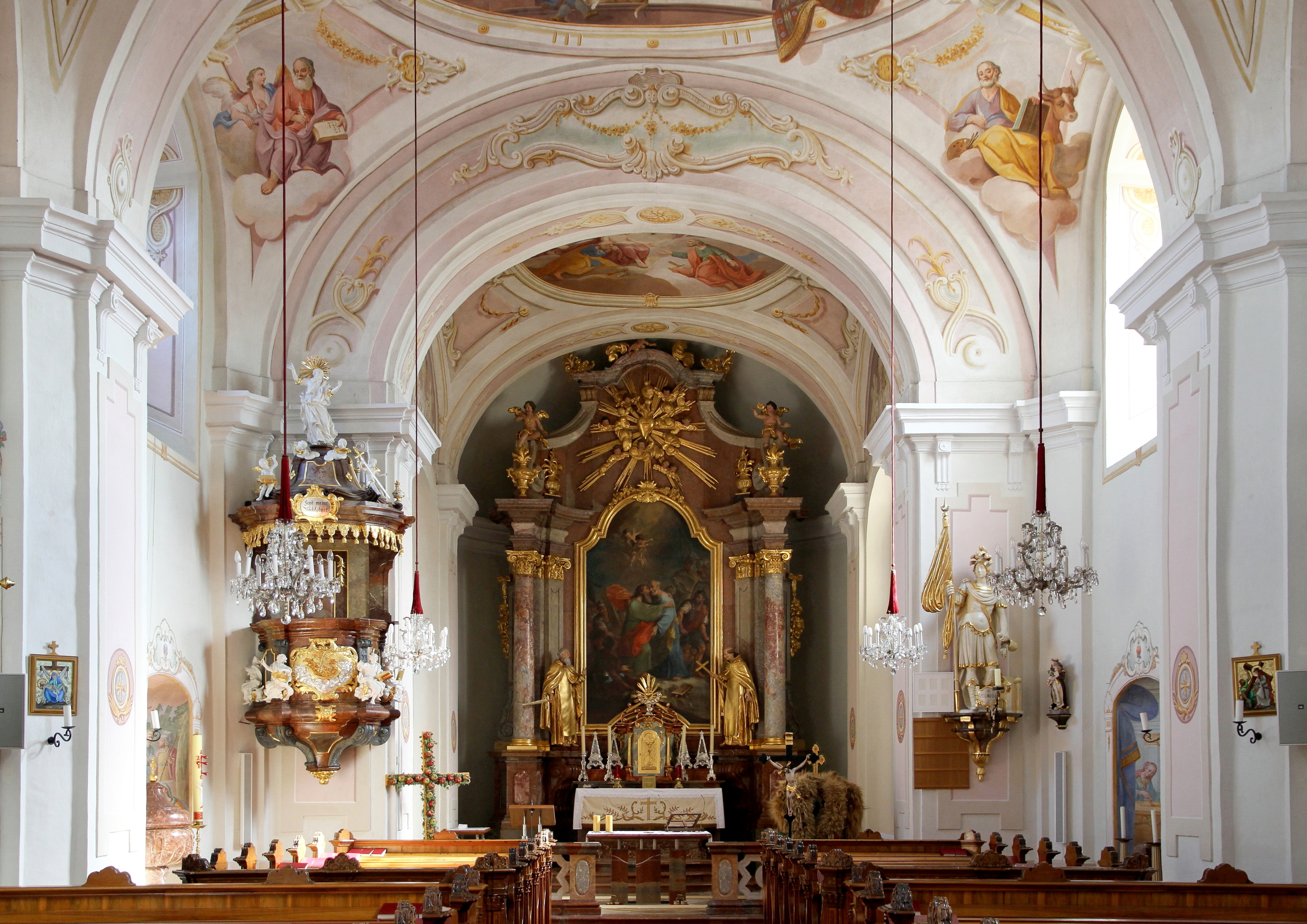
Langhaus, Blick zum Chor

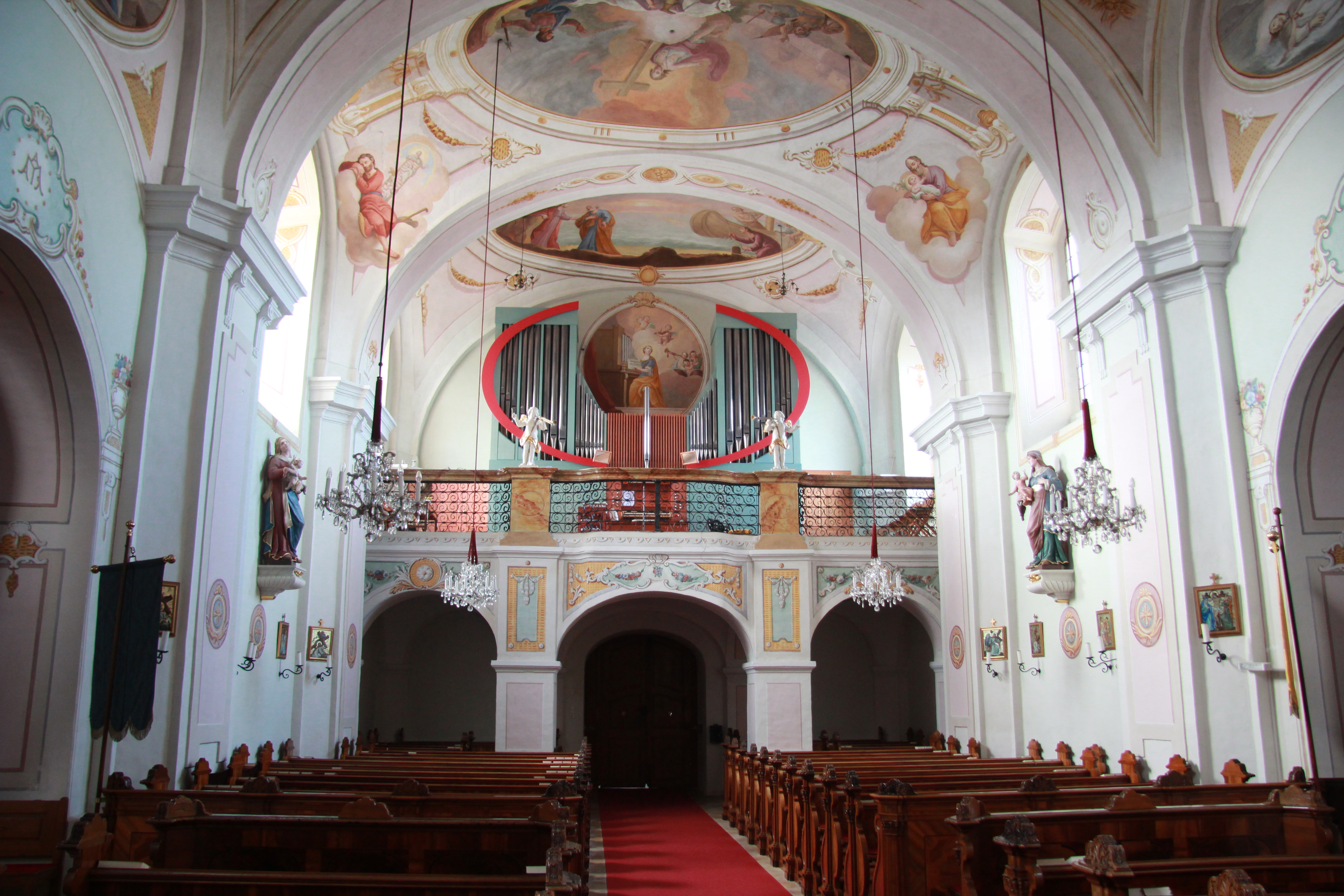
Langhaus, Blick zur Empore

Die römisch-katholische Pfarrkirche Michelhausen steht auf dem Kirchenplatz in der Marktgemeinde Michelhausen im Bezirk Tulln in Niederösterreich. Die dem Patrozinium der Heiligen Petrus und Paulus unterstellte Pfarrkirche gehört zum Dekanat Tulln in der Diözese St. Pölten. Die Kirche steht unter Denkmalschutz (Listeneintrag).

## Geschichte
Vom 12. Jahrhundert bis 1803 gehörte die Lehenspfarre zum Bistum Regensburg. Die Kirche wurde im Türkenkrieg 1683 beschädigt. Im Jahr 1710 wurde eine wundertätige Muttergottesstatue von den Dominikanerinnen in Tulln nach Michelhausen überführt und eine Wallfahrt begonnen.
Die einheitlich barock wirkende Saalkirche hat ein im Kern mittelalterliches Langhaus mit einem vorgestellten gotischen Westturm sowie einen barocken Chor, Seitenkapellen und eine Sakristei. 1712 wurde die Marienkapelle und 1734 die Johannes-Nepomuk-Kapelle und 1745 die Sakristei angebaut. Nach einem Großbrand 1781 wurde die Pfarrkirche in den Jahren 1781 bis 1784 vom Kremser Baumeister Joseph Koch unter Einbeziehung älterer Teile wiederaufgebaut.

## Architektur
Die Kirche ist von der ehemaligen Friedhofsmauer umgeben. Es gibt zwei Zufahrtstore im Westen und Süden zwischen kugelbekrönten Pfeilern.
Das Langhaus unter einem Satteldach zeigt zwischen einem Sockel und einem profilierten Traufgesims eine schlichte Putzfeldgliederung und Segmentbogenfenster. Der eingezogene niedrigere Chor hat eine gerundete Apsis. Der viergeschoßige gotische Westturm hat ein Rechteckportal, die unteren drei Geschoße haben schmale Schartenöffnungen, das vierte barocke Glockengeschoß hat Karniesbogenfenster, darüber die Uhren und schließt mit einem gedrückten doppelt konkaven abgetreppten Mansarddach nach 1806. Beidseits des Langhauses stehen querschiffartig je ein Kapellenanbau mit Dreiseitschluss. Im nördlichen Chorwinkel steht ein zweigeschoßiger Sakristeianbau mit faschengerahmten Rechteckfenstern mit Steckgittern, nördlich steht zwischen Kapelle und Sakristei ein niedriger Verbindungsbau mit einem steingefassten Portal mit einer barocken Türschnalle.
Das Kircheninnere zeigt ein vierjochiges Langhaus mit Platzlgewölben und Gurten auf eingetieft abgeschrägten Pfeilern. Die Westempore auf Pfeilern ist platzlunterwölbt und leicht vorgeschwungen. Beidseits im dritten Langhausjoch sind Rundbogenöffnungen zu den tonnengewölbten Seitenkapellen. Beidseits des vierten Langhausjoches befinden sich Flachnischen, links für ein Taufbecken und rechts für einen Opferstock. Der eingezogene und mit einer Stufe erhöhte einjochige Chor hat ein platzlgewölbtes Chorjoch, zum Langhaus und zur Apsis mit Gurtbögen auf Pfeilern, die Apsis ist flach gerundet.

## Ausstattung
Die Wand- und Deckenmalerei als Freskenzyklus schuf Josef Adam Mölk 1784 nach der barocken Idee des einheitlich durchgestalteten illusionistischen Kirchenraums, wobei er die Wände optisch durch gemalte Stuckdekorationen und Blumengirlanden gliederte.
Das Deckengemälde im Chorjoch zeigt die Heiligen Petrus und Paulus vor der Heiligen Dreifaltigkeit, im östlichen Langhausjoch den hl. Paulus sich vor dem Statthalter Felix verteidigend und das Evangelium verkündend, in den Gewölbezwickeln die Vier Evangelisten, im zweiten Langhausjoch die Heiligen Petrus und Johannes heilen einen Lahmen, im dritten Langhausjoch Bekehrung des Saulus, in den Gewölbezwickeln König David, Traum Jakobs, Johannes der Täufer und Josef mit dem Jesuskind, im vierten Langhausjoch Erwählung Petri.
An der Westwand hl. Cäcilia. An den Langhausseitenwänden über der Eingang der Johannes-Nepomuk-Kapelle ist der auf den Wellen der Moldau treibende Leichnam des hl. Johannes Nepomuk dargestellt, ein Engel erscheint mit den Märtyrerzeichen, darunter in einem Medaillon die Zunge des Heiligen als Attribut, über dem Eingang zur Marienkapelle Mariä Heimsuchung. In den flachen Nischen des östlichen Langhausjoches links die Taufe Christi hinter dem Taufstein mit 1837 und rechts Opfer der Witwe hinter dem Opferstock.
In der nördlichen Johannes-Nepomuk-Kapelle zeigt als Hauptbild den hl. Johannes Nepomuk Almosen verteilend von 1789 umgeben von vier Medaillons mit der Beichte der Königin, der Heilige vor dem König Wenzel, Folter des Heiligen und Wallfahrt des Heiligen nach Altbunzlau. In der südlichen Marienkapelle zeigt das Hauptbild Mariä Himmelfahrt umgeben von vier Medaillons mit Geburt, Tempelgang, Verkündigung sowie Darbringung Christi im Tempel.
Die Glasmalerei von 1948 zeigt im Chor einen Kelch. In der Johannes-Nepomuk-Kapelle den hl. Leopold, geschaffen von R. Klaus Geiling. Weiters eine Heiligendarstellung und das Wappen der Freiherren von Tinti und seitlich je ein Rundbogenfenster mit Alpha und Omega. In der Marienkapelle die Heiligen Antonius von Padua und Therese 1948 von R. Klaus Geiling und seitlich die Fenster mit einer Heiliggeisttaube.

## Einrichtung
Der Hochaltar, ein barocker Säulenadikulaaltar aus dem Jahr 1725, wurde aus der aufgelassenen St. Pöltner Karmelitinnenklosterkirche hierher übertragen. Das neue Altarblatt schuf Josef Adam Mölk um 1785.
Die barocke Kanzel hat am Korb silbergefasten Figurenschmuck mit Sitzstatuen der Vier Evangelisten, mittig ein Relief Wunderbarer Fischfang und auf dem Schalldeckel mit Schabrackendekor die Statue Christus mit Engeln.
Die Kreuzwegbilder sind Hinterglasmalereien schuf Lucia Jirgal 1952.
Das intarsierte Kirchengestühl wurde aus der profanierten Franziskanerkirche in St. Pölten hierher übertragen. Die marmorne Chorbalustrade zweifärbig mit durchbrochener Ornamentik zwischen Pfeilern wurde aus der ehemaligen Karmelitinnenkloster in St. Pölten hierher übertragen.
Eine Orgel baute Orgelbau Cäcilia 1923 in einem klassizistischen Gehäuse von 1790. Eine neue Orgel baute Walter Vonbank 2005.
Eine Glocke „Zwölferin“ goss Franz Josef Scheichel 1782. Drei Glocken wurden 1947 gegossen.

## Grabdenkmäler
Außen
- Auf dem ehemaligen Friedhof befinden sich einige Grabsteine aus dem 19. Jahrhundert bis 1867.

Innen
- In der Marienkapelle ein Grabstein zu Hofrat Matthäus von Kallminzer 1742 mit Familienwappen flankiert von Todessymbolen mit Totenschädel, Gebeine, gebrochene Fackel.